# ノースウェスト地区 (ボツワナ)
ノースウェスト地区 (North-West District) は、ボツワナ北部の行政区。2001年にそれまでのチョベ地区とンガミランド地区が統合され設置された。北西にオカヴァンゴ川の内陸デルタで世界最大級の湿地オカバンゴ・デルタがあり、州都は中南部のマウン。最大都市はマウンで2001年の国勢調査人口 43,776
人、次に大きいのが北西の村カサネの 7,638人で、それぞれ空港がある。

## 地理
北から西にナミビアのカプリビ州、カバンゴ州、オチョソンデュパ州、オマヘケ州、北東にチョベ地区、南東にセントラル地区、南にハンツィ地区と接する。

## 行政区画
チョベ、デルタ、東ンガミランド、西ンガミランドの4つのサブディストリクトが置かれている。